# چراغ‌کوسه خاردار
چراغ‌کوسه خاردار (نام علمی: Etmopterus sentosus) نام یک گونه از راسته خاردارکوسه‌سانان است.